# Carnegie Museum of Art
Das Carnegie Museum of Art ist ein Kunstmuseum in der Nähe von Pittsburgh, Pennsylvania, das von dem dort ansässigen Industriellen Andrew Carnegie 1896 gegründet wurde. Die Dauerausstellung zeigt Kunsthandwerk seit dem 17. Jahrhundert aus Europa und Amerika, Werke des französischen Impressionismus und Post-Impressionismus, Arbeiten amerikanischer Künstler vom Ende des 19. Jahrhunderts bis zur Gegenwart sowie zeitgenössischer Kunst inklusive Filmen und Videos. Das Museum war zunächst im Carnegie Libraries of Pittsburgh Main Branch in Oakland beheimatet. Es ist eines von vier des Verbundes Carnegie Museums of Pittsburgh.
Die ständige Sammlung besteht aus ca. 35.000 Objekten. Hierzu zählen Zeichnungen, Gemälde, Drucke, Skulpturen und Videoinstallationen. Bekannte Werke sind unter anderem Sailing (Hopper, 1911), die Skulptur Untitled (Domestic) (Rachel Whiteread, 2002), das Gemälde The Three Vases of the four (Walter Gay) und das Gemälde A Dog Looking out of a Kennel (Edwin Landseer, 1837).  Das Museum ist auch Ausstellungsort für die Carnegie International, die älteste internationale Ausstellungsreihe für zeitgenössische Kunst in den USA.